# صرصور الحقل الأليف
صرصور الحقل الأليف أو جُدْجُد أهلي (الاسم العلمي Acheta domesticus) هو نوع ينتمي إلى فصيلة الجداجد الحقيقية، وهي حشرة متوسطة الحجم، يبلغ طول الذكر نحو 2 سم والأنثى نحو 5, 2 سم، وهي ذات لون بني، يألف البيوت ويعيش في الحقول والحدائق القريبة منها
التي قد يدخلها ليهاجم مايتوافر فيها من زرع، أو قد يهاجم الستائر والملابس المصنوعة من خيوط الحرير الطبيعية
إن وجدت،
ويعتقد أن موطنها الأصلي هو جنوب غرب آسيا، وتنتشر في جميع أنحاء العالم، وهي تربى تجاريًا كغذاء لكل من البشر والحيوانات الأليفة مثل البرمائيات والمفصليات والطيور والزواحف، ويمكن الاحتفاظ بها كحيوانات
أليفة، كما هو الحال في الصين واليابان. ويسمى في دول شمال إفريقية بابو دغري[بحاجة لمصدر]